# John Joseph McIntyre

Wappen von John Joseph McIntyre

John Joseph McIntyre (* 20. August 1963 in Philadelphia) ist ein US-amerikanischer Geistlicher und Weihbischof in Philadelphia. 

## Leben
Der Erzbischof von Philadelphia, Anthony Joseph Kardinal Bevilacqua, weihte ihn am 16. Mai 1992 zum Priester. 
Papst Benedikt XVI. ernannte ihn am 8. Juni 2010 zum Titularbischof von Bononia und Weihbischof in Philadelphia. Der Erzbischof von Philadelphia, Justin Francis Kardinal Rigali, spendete ihm am 6. August desselben Jahres zusammen mit Michael Joseph Fitzgerald die Bischofsweihe; Mitkonsekratoren waren John Patrick Kardinal Foley, Kardinal-Großmeister des Ritterordens vom Heiligen Grab zu Jerusalem, und Joseph Robert Cistone, Bischof von Saginaw.